# Edgar Moreau
Edgar Moreau (* 3. duben 1994 Paříž) je francouzský violoncellista.

## Životopis
Moreau se narodil v Paříži roku 1994. Ve čtyřech letech zahlédl v jednom obchodě violoncellistku, což ho natolik zaujalo, že zanedlouho se na violoncello začal učit hrát (s učitelem Carlosem Beyrisem, později Xavierem Gagnepainem). Po dvou letech ještě přidal klavír.
Od třinácti let studoval na Národní konzervatoř hudby a tance v Paříži pod vedením Philippa Mullera a od devatenácti na Kronberg Academy pod vedením Franse Helmersona (poblíž Frankfurtu). Také se zúčastnil mnoha mistrovských tříd, např. Lynn Harrell, Anner Bylsma a Miklós Perényi a dalších.
Spolupracuje s dirigenty jako Valerij Gergijev, Gustavo Dudamel či Jurij Bašmet, interprety jako jsou např. Renaud Capuçon, Bertrand Chamayou, Chatia Buniatišviliová a mnohými dalšími.

## Violoncello
Jeho nástrojem je violoncello z roku 1711 vyrobené Davidem Tecchlerem.

## Ocenění
- Cena Mladý sólista, Rostropovich Cello Competition, 2009
- 2. místo, Mezinárodní soutěž Petra Iljiče Čajkovského, 2011
- 1. místo, Fondation Banque Populaire, 2011
- Cena Objev v instrumentální klasické hudbě, Adami, 2012
- Cena Objev v instrumentální hudbě, Victoires de la Musique Classique, 2013
- Cena Mladý sólista, Radios Francophones Publiques, 2013
- Vítěz první ceny a šest zvláštních cen mladých koncertních umělců, New York, 2014
- Cena Instrumentální sólista, Victoires de la Musique Classique, 2015
- 1. místo, Académie Maurice Ravel, 2017

## Diskografie
Edgar Moreau má uzavřenou smlouvu s Warner Classics.
- Play – Works for cello and piano (2014), Edgar Moreau (violoncello) a Pierre-Yves Hodique (klavír)
- Giovincello (2015), Edgar Moreau (violoncello), Riccardo Minasi (dirigent) a orchestr Il Pomo d'Oro
- Leyendas (2016), Thibaut Garcia (kytara) a Edgar Moreau (violoncello)
- Le Roi qui n'aimait pas la musique pro CD-knihu Gallimard jeunesse (2017), Renaud Capuçon (housle), Paul Meyer (klarinet) a Karol Beffa (klavír)
- Debussy Sonates & Trio (2017), Edgar Moreau (violoncello), Renaud Capuçon (housle), Gérard Caussé (viola), Emmanuel Pahud (flétna), Marie-Pierre Langlamet (harfa) a Betrand Chamayou (klavír)